# Malmedy

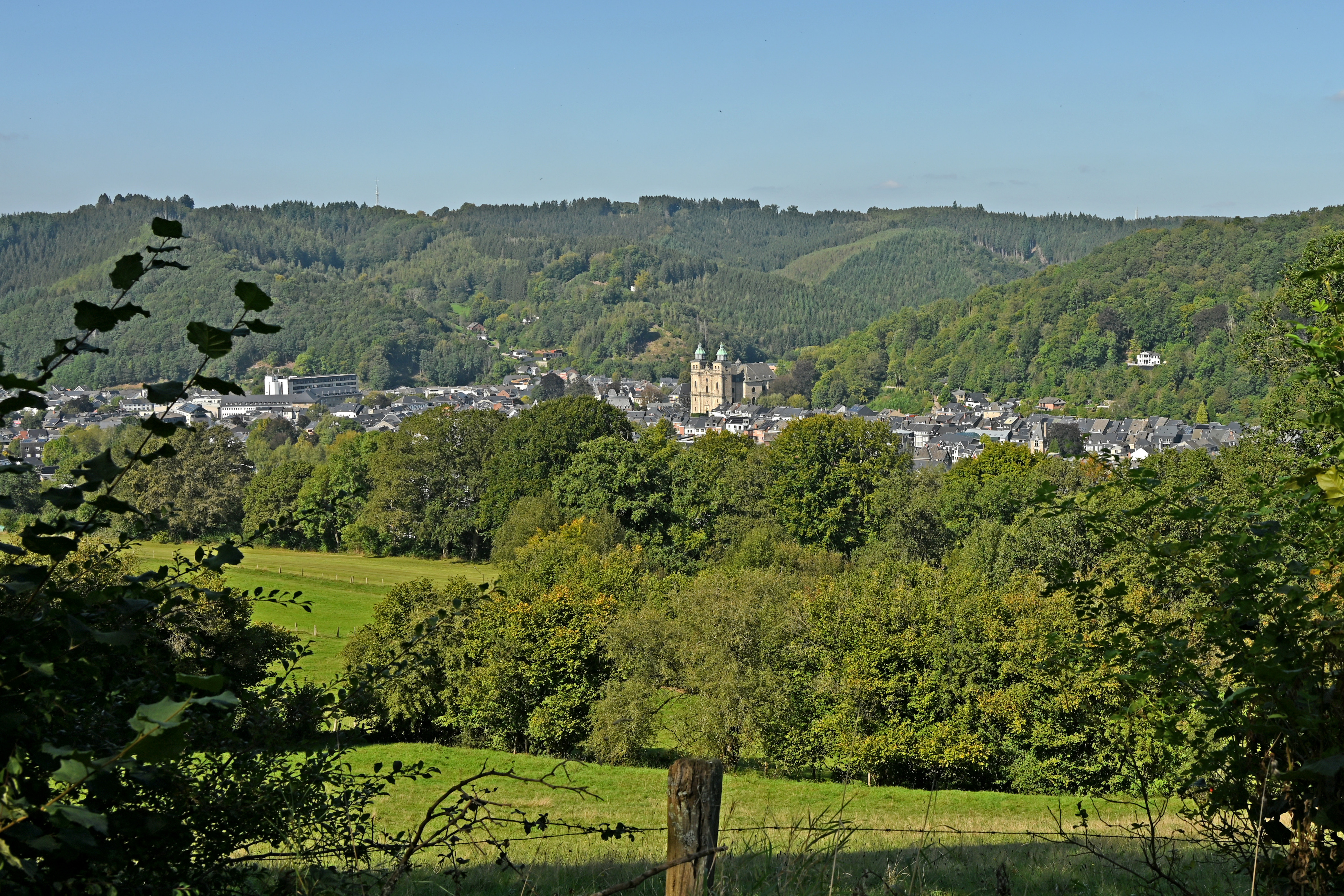
Malmedy von Südosten gesehen

Malmedy [malmədi] (wallonisch Måmdey, deutsch selten Malmünd) ist eine Stadt in Belgien in der Provinz Lüttich. Sie ist namengebend für den Wahl- und den Gerichtskanton Malmedy.
Die Stadt hat 12.950 Einwohner (Stand 1. Januar 2024) und eine Fläche von 100,62 km²; sie besteht aus den Ortsteilen Bellevaux-Ligneuville (dt.: Schönenthal-Engelsdorf) und Bévercé und ist Sitz des Bezirkskommissariats. Malmedy ist Teil der Französischen Gemeinschaft Belgiens und gehört zu den Fazilitäten-Gemeinden mit Spracherleichterungen für Deutschsprachige.

## Geschichte

### 648 bis 1945
Die Gründung der Stadt geht auf den Heiligen Remaclus zurück, der hier – vermutlich im Auftrag des Kölner Bischofs Kunibert – im Jahre 648 eine Abtei, das Kloster Malmedy, gründet. Eine Gründungsurkunde gibt es nicht. Schon 648 stattet König Sigibert III. das Kloster Malmedy mit Grundbesitz aus, 814 bestätigt Kaiser Ludwig der Fromme diese Güter und verleiht dem Kloster die Zollfreiheit auf Rhein und Maas (Regesta Imperii I, 545 + 546). 877 bestätigt dann König Ludwig III. dem Kloster die Immunität (Regesta Imperii I, 1555). 881 erscheint „Malmundarium“ in den „Annales Fuldenses“ und im „Reginonis Chronicon“, als die Mönche des Klosters Fulda von normannischen Heerscharen berichten, die auch die Gegend um Malmedy verwüsteten (AnnFuld 881/Regino 881 in Regnum Francorum online).
Nachdem es jahrhundertelang Teil eines geistlichen Territoriums im Heiligen Römischen Reich, der Reichsabtei Stablo-Malmedy, gewesen war, wurde Malmedy im Zuge der napoleonischen Kriege von Frankreich annektiert und gehörte von 1795 bis 1815 als Arrondissement Malmedy zum französischen Département Ourthe. Von 1815 (Wiener Kongress) bis 1920 (Versailler Vertrag) war Malmedy als Teil der preußischen Rheinprovinz und Sitz der Kreisverwaltung Malmedy wieder unter deutscher Hoheit. Infolge der deutschen Kapitulation im Ersten Weltkrieg und des Versailler Vertrages fiel Malmedy im Jahre 1920 zusammen mit Eupen und Sankt Vith an das Königreich Belgien (siehe Ostbelgien). Zur Zeit der Zugehörigkeit zum Deutschen Reich war die Amtssprache Deutsch, die Umgangssprache einer großen Minderheit der Bevölkerung des Gebietes (28,7 % im Jahr 1900) allerdings Französisch bzw. Wallonisch, ein galloromanischer Dialekt. Es gab eine deutschsprachige Zeitung (Der Landbote). 
Malmedy war seit dem 18. Jahrhundert ein Zentrum der Papier- und Lederindustrie.

### Zweiter Weltkrieg
Im Zweiten Weltkrieg wurde Malmedy im Mai 1940 im Rahmen des Angriffs deutscher Verbände auf die neutralen Staaten Niederlande, Belgien und Luxemburg besetzt. Am 18. Mai 1940 wurde Malmedy dem Deutschen Reich eingegliedert und der Rheinprovinz, Regierungsbezirk Aachen, zugeteilt, was nach Kriegsende durch die Wiederherstellung der vorherigen Grenzen Belgiens wiederum rückgängig gemacht wurde. Im September 1944 wurde die Stadt zunächst durch US-Truppen befreit, dann aber nach Beginn der Ardennenoffensive am 16. Dezember 1944 von deutschen Truppen überrannt. Nach der erneuten Rückeroberung durch amerikanische Truppen bombardierten US-Bomber an den Weihnachtstagen Malmedy dreimal versehentlich. Fast die Hälfte der Häuser wurde zerstört. 230 Zivilisten aus Malmedy sowie Flüchtlinge aus Belgien und Deutschland wurden getötet, daneben eine große Zahl von US-Soldaten. Eine Gedenktafel in Malmedy erinnert an die Bombardierungen.
Im vier Kilometer südöstlich von Malmedy gelegenen Vorort Baugnez wurden am 17. Dezember 1944 in der gleichen Offensive 82 US-amerikanische Soldaten gefangen genommen. Die Gefangenen wurden kurze Zeit nach der Festnahme durch Angehörige der Waffen-SS der Kampfgruppe Peiper getötet (Malmedy-Massaker).

### Demographie
| Jahr | Einwohner | Anmerkungen                                                             |
| ---- | --------- | ----------------------------------------------------------------------- |
| 1818 | 3668      | [ 7 ]                                                                   |
| 1852 | 4060      | [ 8 ]                                                                   |
| 1875 | 5671      | [ 9 ]                                                                   |
| 1880 | 5978      | [ 9 ]                                                                   |
| 1890 | 4447      | davon 87 Evangelische (überwiegend französisch-wallonische Bevölkerung) |
| 1900 | 4680      | Einwohner sind größtenteils Wallonen und sprechen Französisch           |
| 1905 | 4833      | [ 9 ]                                                                   |
| 1910 | 4992      | am 1. Dezember                                                          |
| 1930 | 5321      | [ 9 ]                                                                   |

## Verkehr
Malmedy liegt an der Autobahn A 27 (E 42). Durch die Stadt führen die Nationalstraßen N 62, N 68 (E 421) und N 632. Letztere mündet in Baugnez in die N 62 ein.
Von 1889 bis 2002 hatte Malmedy über die Bahnstrecke Waimes–Trois-Ponts Eisenbahnanschluss mit Anschluss an die Vennbahnstrecke Aachen-Ulflingen. Am 1. April 1959 wurde der Personenverkehr eingestellt. In den 1980er Jahren endete auch der Güterverkehr, doch gab es bis 2002 noch touristische Züge auf der Vennbahn. Ab 2003 wurde die Strecke abgebrochen. Heute befindet sich auf ihrer Trasse der autofreie Weg RAVeL L45 (Trois-Ponts–Weismes).

## Sehenswürdigkeiten

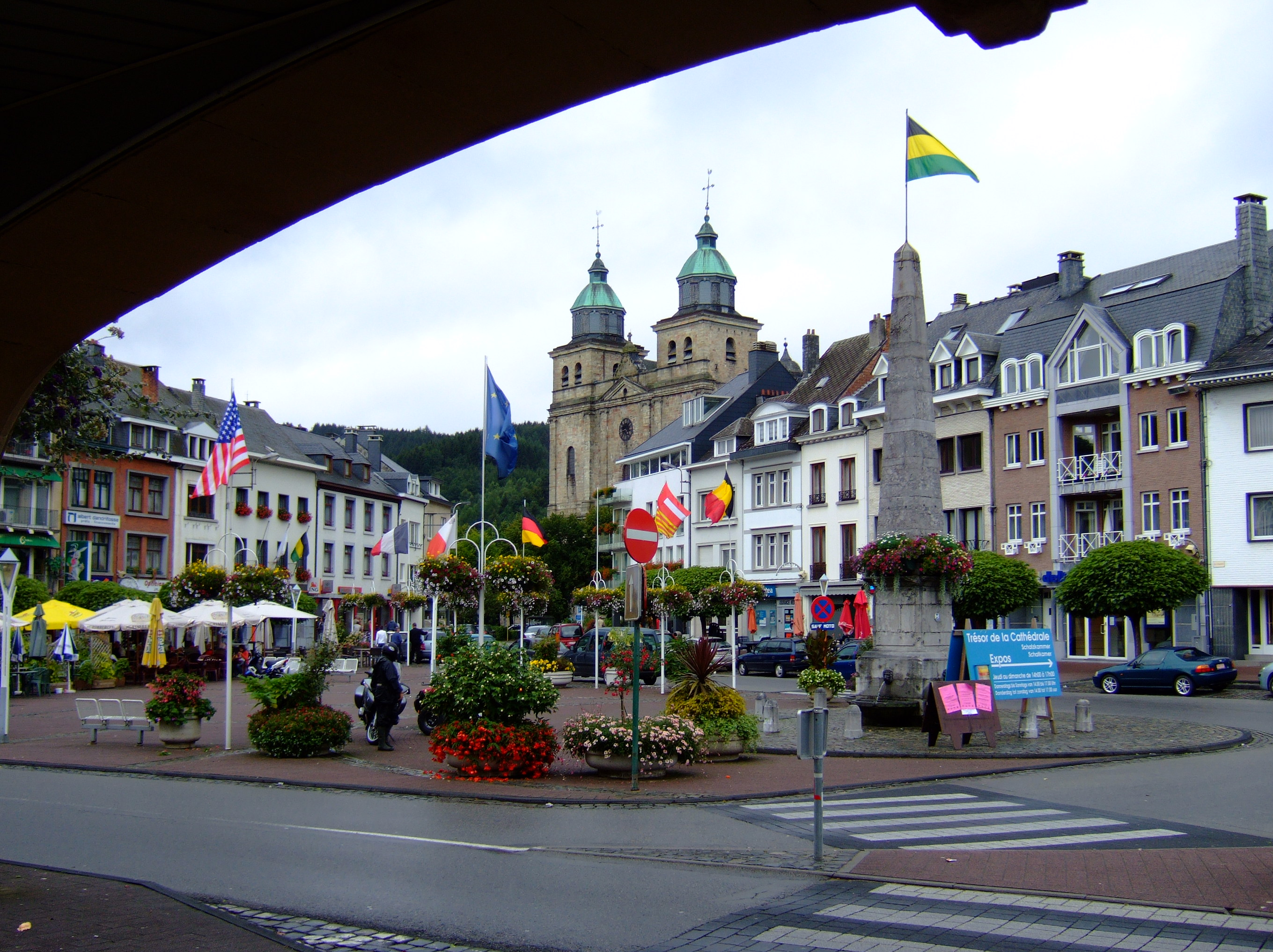
Obelisk auf der Place Albert I^{er}

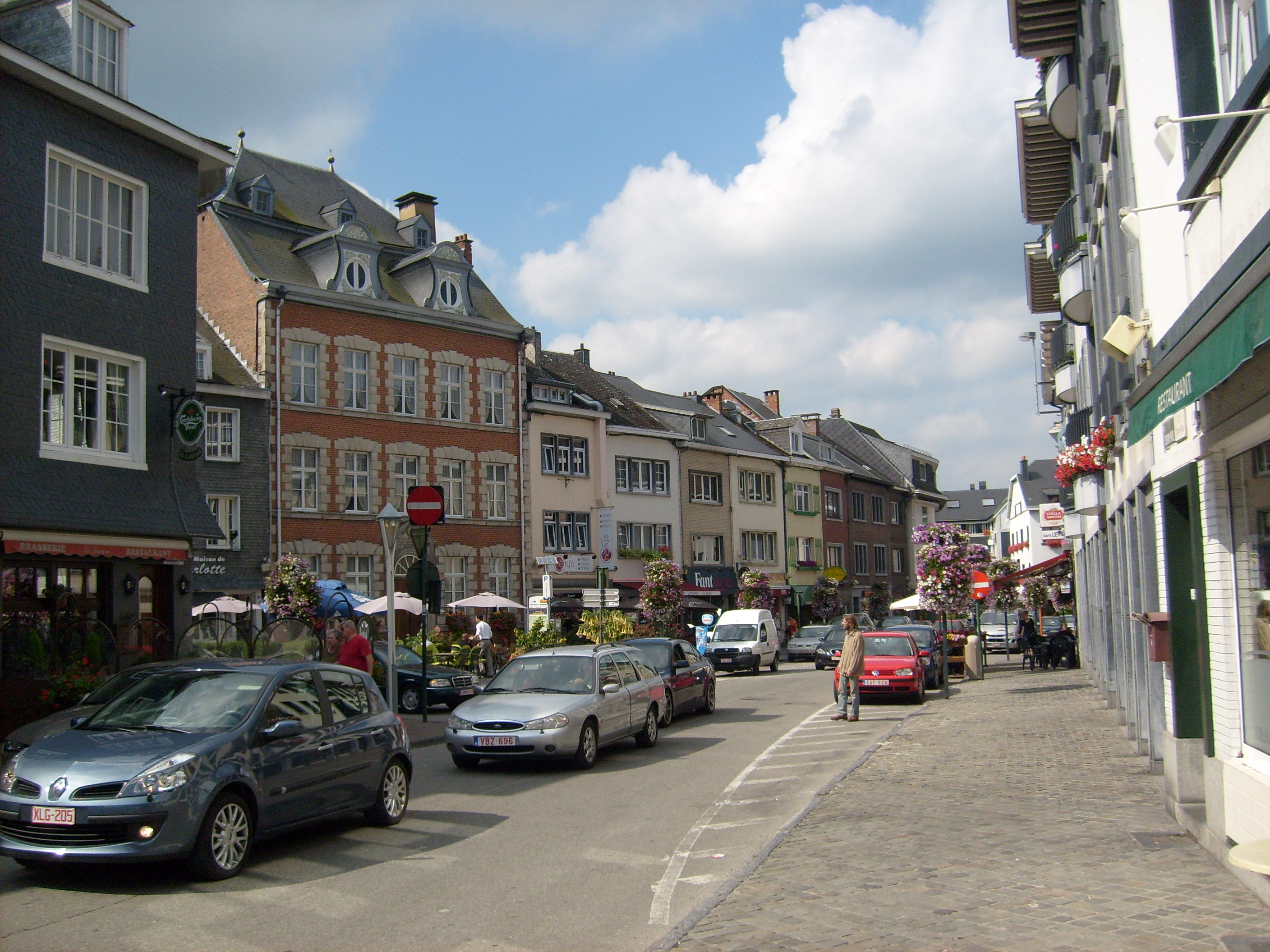
Innenstadt mit Blick auf das Villershaus

- Kathedrale Saints-Pierre, Paul et Quirin: an der Place du Châtelet, 1775–1784 als Abteikirche erbaut, Pfarrkirche seit 1819 und 1921 zur Kathedrale erhoben (siehe Bistum Eupen-Malmedy), schlichte Inneneinrichtung aus dem 18. Jahrhundert
- Der 1728 auf Initiative des Kapuzinerpaters Albert von Dinant angelegte Kreuzweg von der Kathedrale auf den Kalvarienberg. Er führt über 13 Stationen zu einer Kapelle mit hexagonalem Grundriss, die den Heiligen Agathe und Apolline geweiht ist. Die derzeitigen Reliefs (seit 1913) wurden von dem Bildhauer Carl Burger geschaffen
- Die alte Innenstadt
- Das Kloster von 1708
- Die Auferstehungskapelle: an der Place du Pont-Neuf, erbaut 1755–1757, Renaissance-Stil
- Die Kapuzinerkirche: südlich der Kathedrale in der Ruelle des Capucins, 1626 fertiggestellt und 1631 eingeweiht, Inneneinrichtung aus dem 17. Jahrhundert
- Die Krankenkapelle: eingeweiht 1188, wurde 1544 wieder errichtet und eingesegnet
- Das Villers oder Cavenshaus: 1714–1724 erbaut vom Aachener Baumeister Laurenz Mefferdatis
- Das Rathaus: liegt südlich unweit der Kathedrale und wurde 1900 von Jules Steinbach erbaut, 1904 gelangte es durch Schenkung in den Besitz der Stadt Malmedy
- Villa Lang: liegt gegenüber dem Rathaus und wurde 1901 erbaut; Jules Steinbach ließ sie für seine Tochter Juliette errichten; der Name geht auf den Ehemann Juliettes, den Lederfabrikanten Hubert Lang zurück
- Villa Steisel: befindet sich hinter der Villa Lang und wurde 1897 erbaut (ebenfalls von Jules Steinbach für seine Tochter Laure), Laure heiratete Louis Steisel, den Gründer der Papierfabrik, daher der Name der Villa, die auch Fliedervilla genannt wurde
- Der Sitz der Baltia-Regierung
- Der Naturpark Hohes Venn
- Der Obelisk auf der Place Albert Ier: vom Fürstabt von Stavelot-Malmedy, Jacques de Hubin, 1781 errichtet
- Die benachbarte Formel-1-Rennstrecke Spa-Francorchamps

Sehenswürdigkeiten
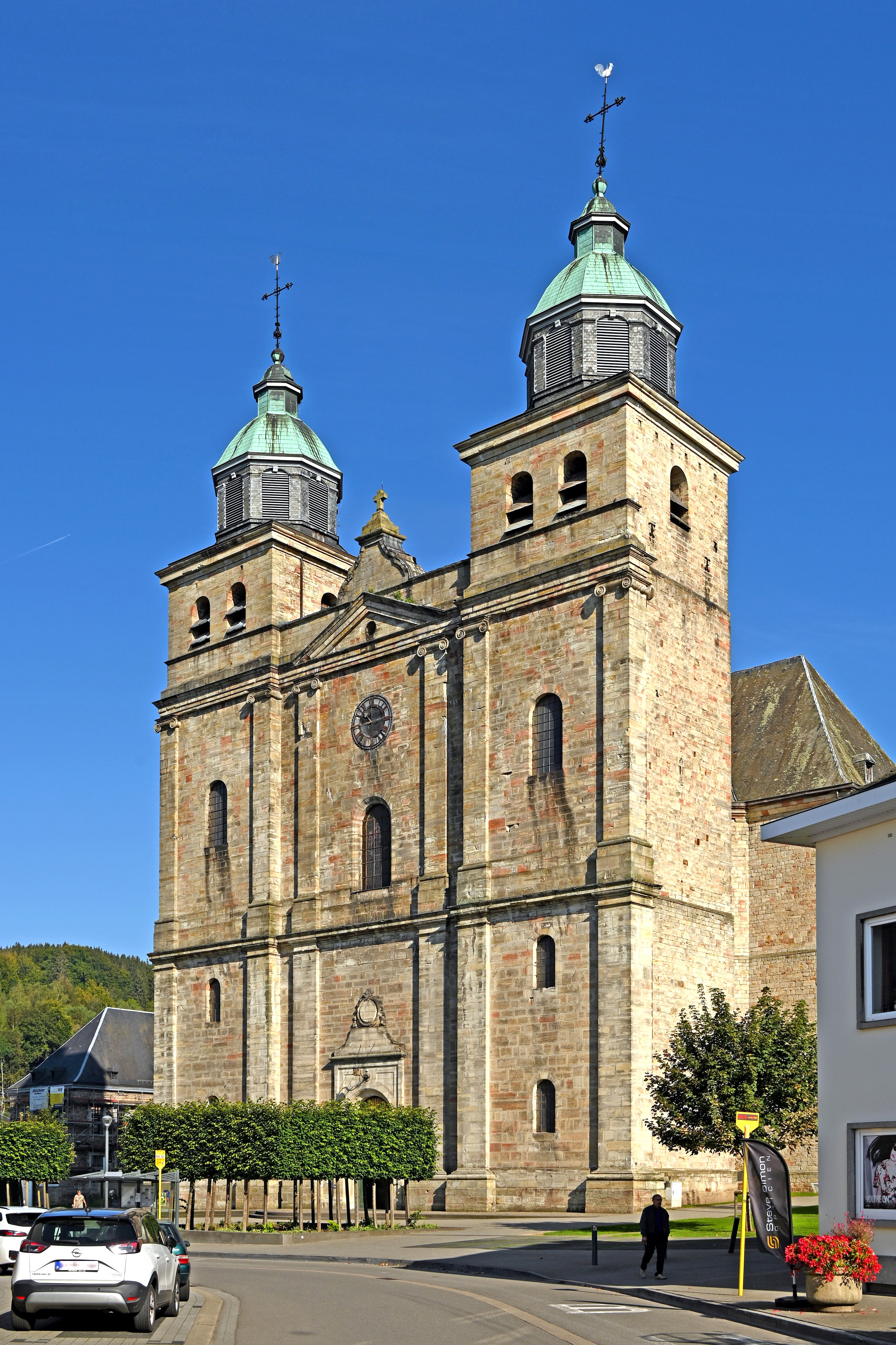
Kathedrale
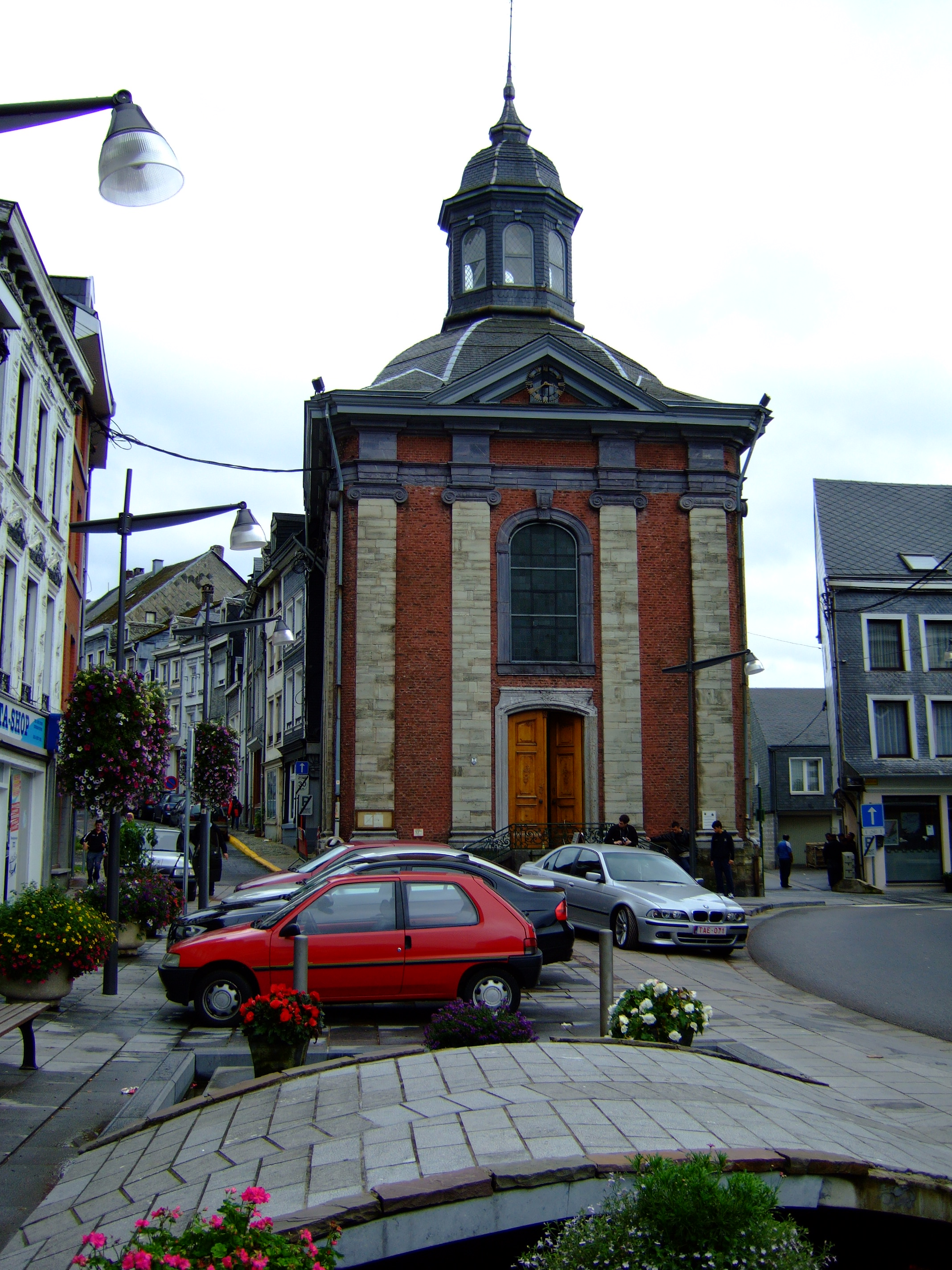
Auferstehungskapelle
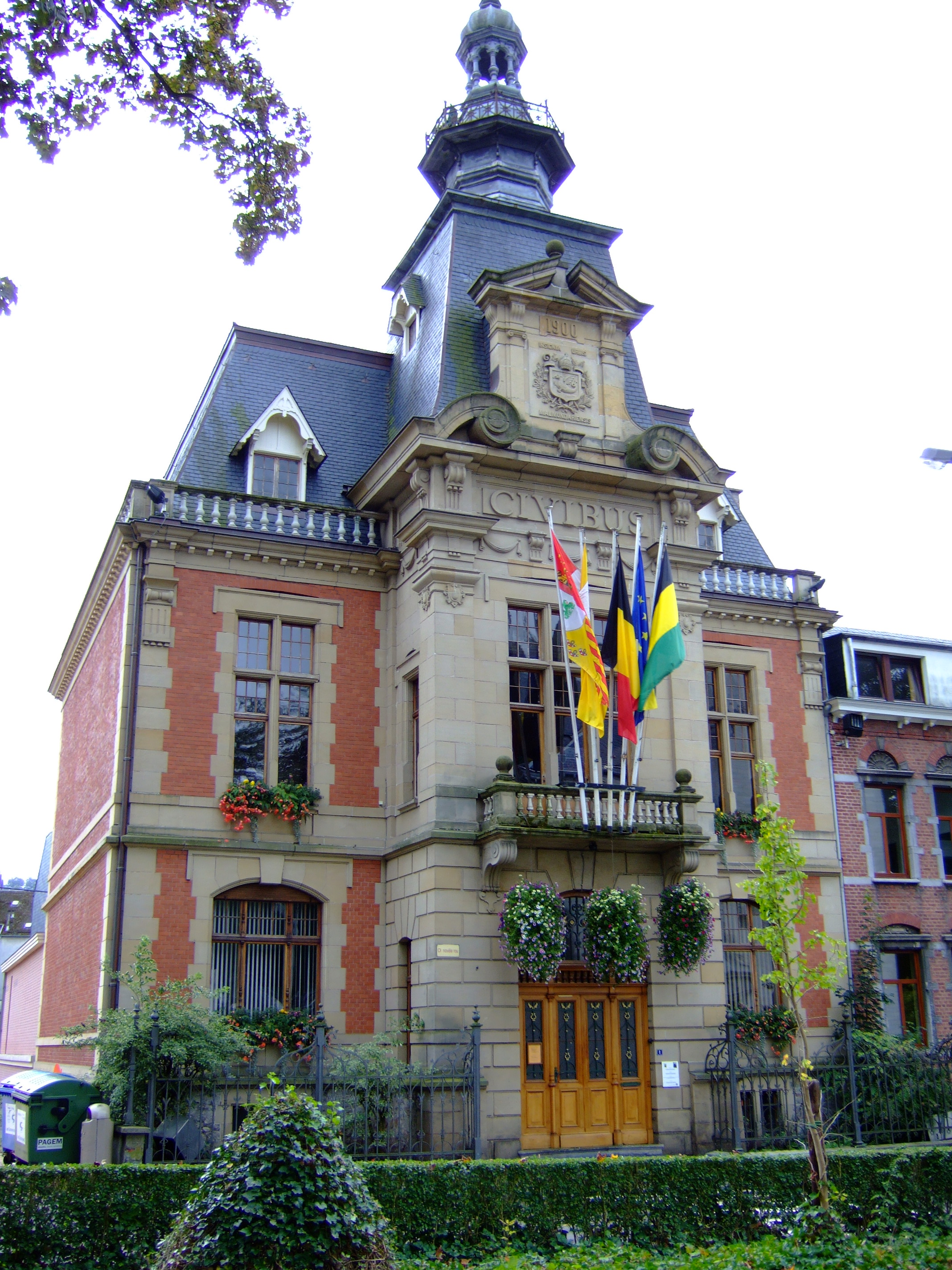
Rathaus
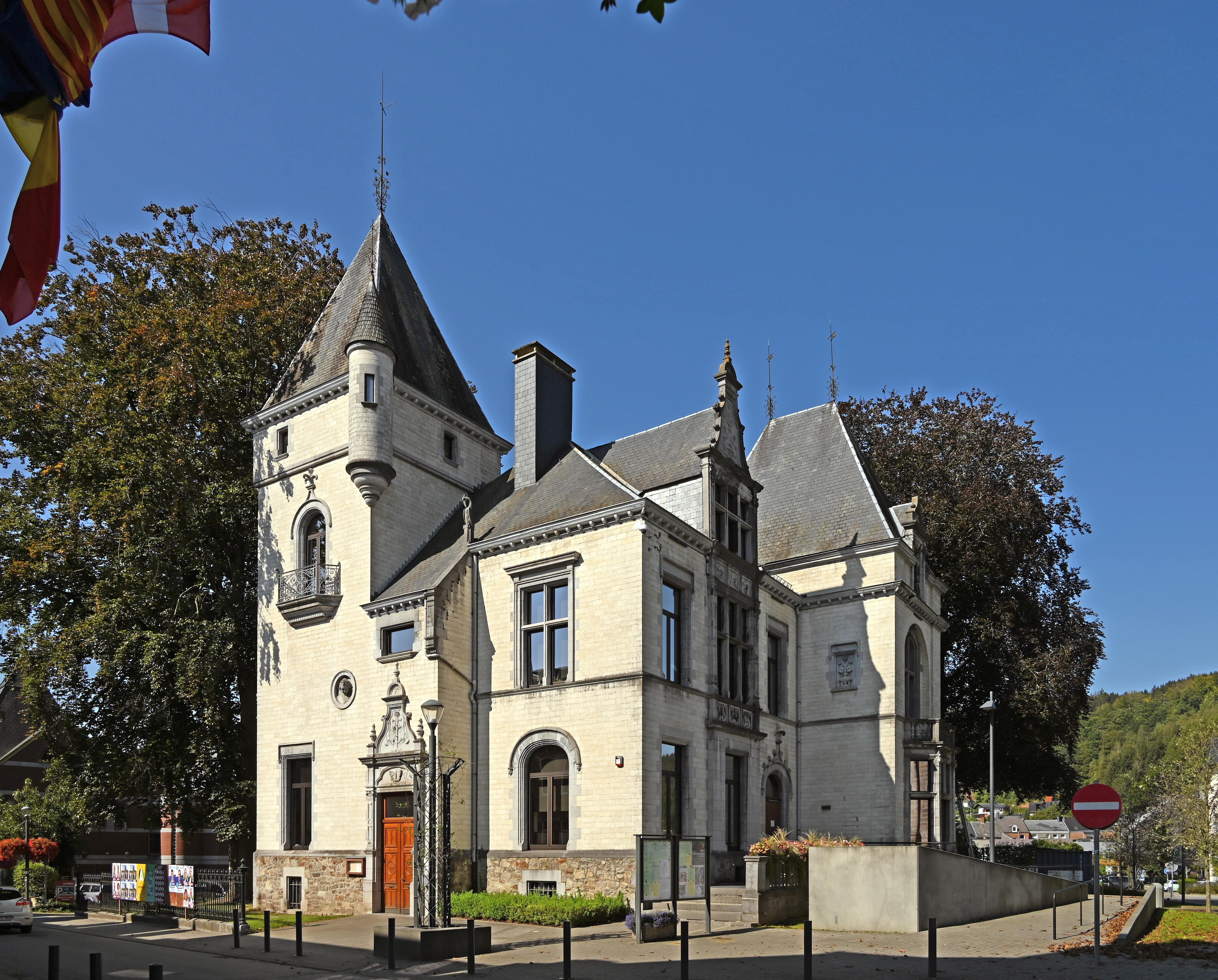
Villa Lang
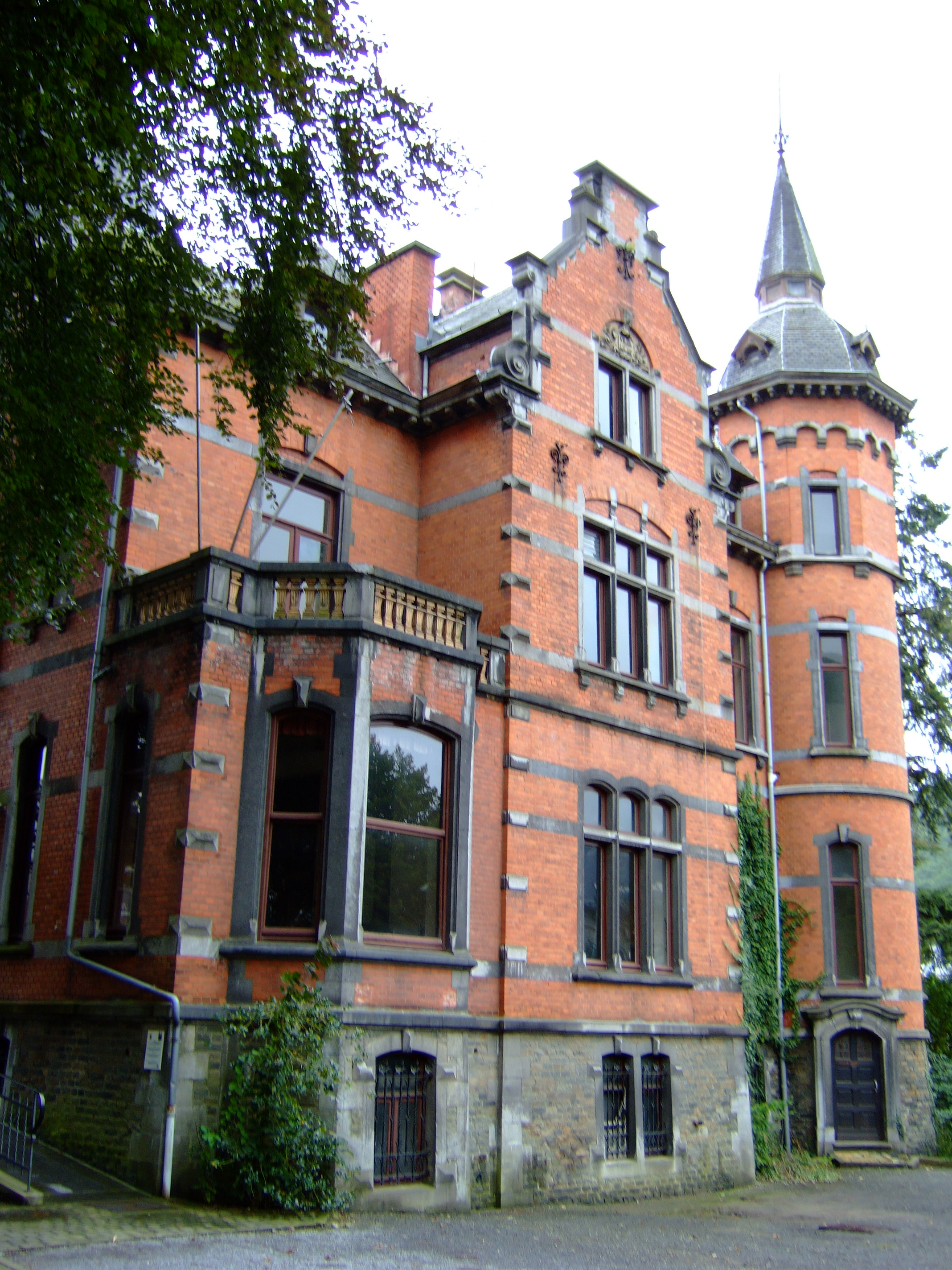
Villa Steisel
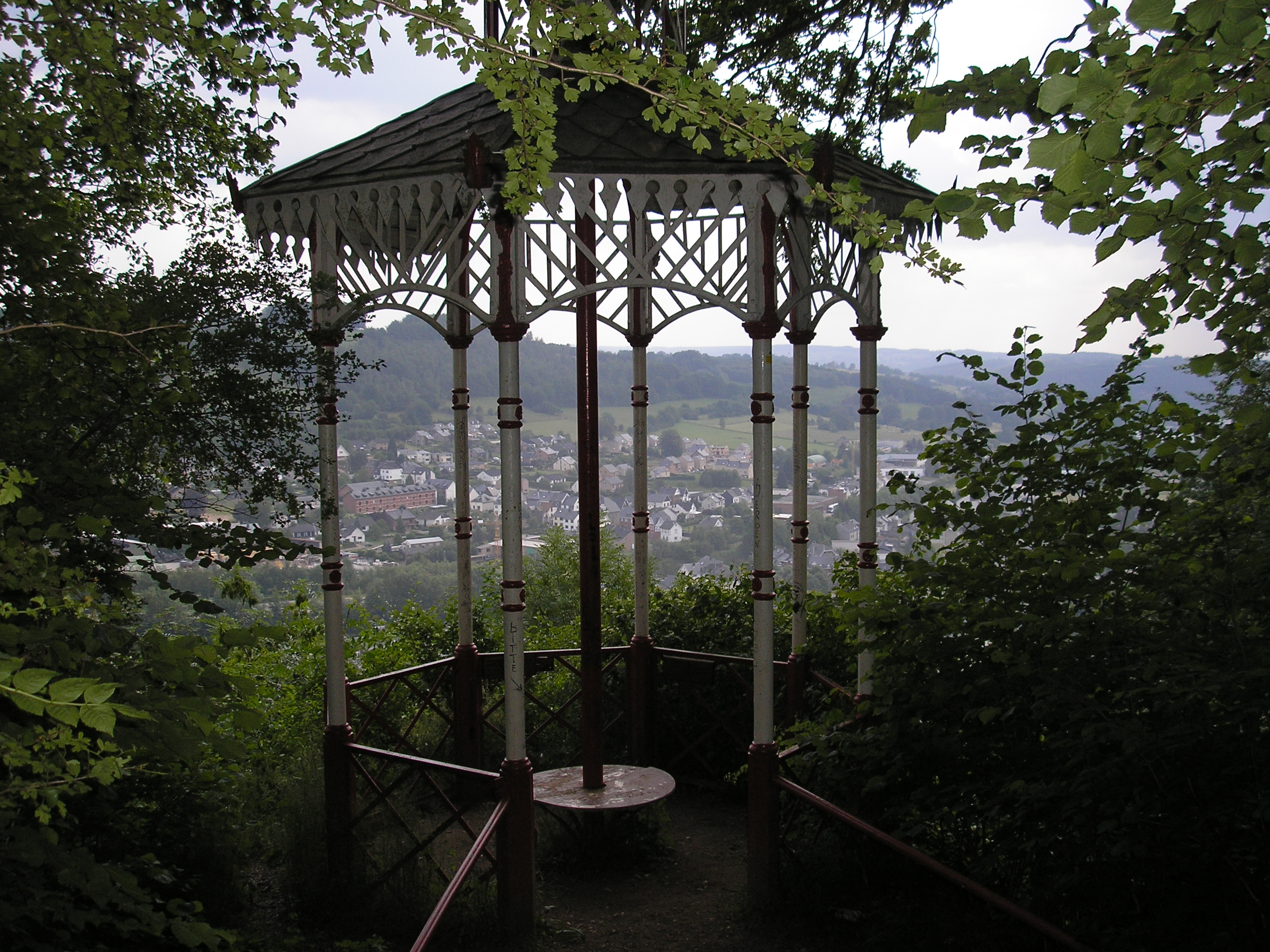
Pavillon über Malmedy

## Geologie

### Seismische Risiken
In den Provinzen Lüttich, Limburg und Hennegau ist die seismische Aktivität höher als im Rest des Landes. Malmedy gehört zu den Gemeinden, die sich in Zone 2 befinden, das heißt die Zone, die den Erdbeben in Belgien ausgesetzt ist.
Das Erdbeben von 1692, das die Region von Verviers betroffen hat, ist vielleicht verantwortlich für die Erdrutsche, die im Tal Warche im Osten von Bévercé beobachtet wurden (im Süden des Zusammenflusses mit dem Bach Trô Maret). Diese drei Erdrutsche, die den Puddingstein von Malmedy betreffen, sind im März 2015 bei den Geländeaufnahmen entdeckt worden, die mit der Revision der geologischen Karte zusammenhängen.

## Städtepartnerschaften
- Beaune (Frankreich), seit 1962
- Cochem (Deutschland), seit 1975

## Persönlichkeiten

### Söhne und Töchter der Stadt
- Jean Ignace Roderique (1696–1756), Publizist und Historiker
- Louis Doutrelepont (1772–1862), deutscher Kommerzienrat, Bürgermeister von Malmédy (1824 bis 1832) und Abgeordneter
- Joseph Servatius d’Outrepont (1775–1845), Arzt, Geburtshelfer und Hochschullehrer
- Marie-Anne Libert (1782–1865), Mykologin
- Jean Nicolas Ponsart (1788–1870), Lithograf und Landschaftszeichner
- Alexandre Joseph Thomas (1810–1898), Historienmaler
- Joseph Doutrelepont (1834–1918), Chirurg und Dermatologe
- Oswald von Frühbuss (1839–1899), Landrat
- Nicolas Pietkin (1849–1921), Priester und wallonischer Aktivist
- Leopold Mathäus Delhez (1879–1943), katholischer Geistlicher, Gegner des NS-Regimes
- Leo Trouet (1887–1944), Rechtsanwalt und Opfer des NS-Regimes
- Henri Cunibert (1891–1954), Architekt
- Max Wallraf (1891–1972), Landrat
- Heinrich Josten (1893–1948), SS-Obersturmführer
- Carl Kaufmann (1900–1980), Gynäkologe und Geburtshelfer
- Jos Breyre (1902–1995), Jazzmusiker
- Raoul Ubac (1910–1985), Maler, Fotograf und Bildhauer
- Hans E. Schons (1919–2005), Schauspieler
- Henri Pousseur (1929–2009), Komponist
- Elmar Neuß (* 1942), Germanist, Sprachwissenschaftler und Hochschullehrer
- Freddy Herbrand (* 1944), Leichtathlet
- Francis Feidler (* 1950), Installationskünstler, Maler und Kurator
- Guido Maus (* 1964), Maler und Bildhauer
- Oliver Paasch (* 1971), Politiker
- Sophie Karthäuser (* 1974), Sopranistin
- Harald Mollers (* 1977), Politiker
- Erik Vliegen (* 1978), Ausdauersportler
- Bernd Rauw (* 1980), Fußballspieler
- Olivier Werner (* 1985), Fußballspieler
- Christian Brüls (* 1988), Fußballspieler
- Thierry Langer (* 1991), Biathlet
- Stephanie Pauels (* 1992), Politikerin

### Ehrenbürger
- Raymond Micha, Ehrenbürger von Malmedy und Stavelot.